# Большая Киргизка
Больша́я Кирги́зка (сиб. 
Кыргыз айыр) — река в Томском районе, Томске и Северске, правый приток Томи. Впадает в Томь между Томском и Северском, ниже Северного (Нового) моста через Томь. Выше впадения реки Омутной называется просто Киргизка.
Длина — 85 км, площадь водосборного бассейна — 848 км².

## Населённые пункты на Большой Киргизке
От истока к устью:
- Семилужки;
- Заречный;
- Кусково;
- Рассвет;
- Конинино;
- Копылово;
- Томск (в том числе входящие в его состав посёлки: Светлый, Кузовлево, Штамово, Спутник);
- Северск.

## История освоения прибрежных земель
Самое древнее, из известных современной науке, поселение людей на Большой Киргизке датируется бронзовым веком (поселение Чекист ирменской культуры).
Вскоре после основания Томска, в 1605 году (по другим данным в 1620—1621 годах или в начале 1630-х годов), в устье Большой Киргизки был основан Усть-Киргизский Алексеевский мужской монастырь, который постоянно подвергался набегам кочевников, и, в конце концов, в 1658 году был перенесён в Томск, на Юрточную гору, однако прежняя территория монастыря, а позднее её часть (Архимандритская заимка), находилась в распоряжении православной церкви вплоть до 1920-х годов. В состав этой заимки общей площадью 5922,7 квадратных саженей (2,5 десятины) входило два участка. Первый площадью в 3024 квадратных сажени был огорожен и использовался для епархиального воскобельного и свечного завода, на этой же земле с 1877 года стояла Покровская церковь. Второй участок в 2898 квадратных саженей служил в качестве сенокосного угодья. Также здесь было 8 дачных корпусов для сдачи мест горожанам за деньги. В отличие от других дачных пригородов Томска — Басандайки и Дачного Городка — дачи на Архимандритской заимке не были общедоступными — здесь десятилетиями отдыхали одни и те же люди, которые превратили заимку в собственный закрытый посёлок.
В 1933 году на этих землях расположилась трудовая колония-поселение для подростков Чекист, а позже — город Северск.

## Бассейн
- 2 км слева: Малая Киргизка;
- 13 км справа: Чёрная;
  - 5 км справа: Падун;
- 40 км справа: Омутная (Мутная);
  - 17 км справа: Сарла;
  - 18 км слева: Вейциховская;
- 41 км слева: Топкая;
  - 8 км справа: Топтоножка;
- 42 км слева: Еловка;
- 57 км слева: Каменка;
- 69 км справа: Сурла;
- 71 км слева: Манган.

## Данные водного реестра
По данным государственного водного реестра России относится к Верхнеобскому бассейновому округу, водохозяйственный участок реки — Томь от города Кемерово и до устья, речной подбассейн реки — Томь. Речной бассейн реки — (Верхняя) Обь до впадения Иртыша.